# Peggy Cass
Pour les articles homonymes, voir Cass.
Peggy Cass est une actrice américaine née le 21 mai 1924 à Boston, Massachusetts (États-Unis), morte le 8 mars 1999 à New York (New York).

## Filmographie
- 1951 : C'est déjà demain (Search for Tomorrow) (série télévisée) : Nellie Shayne (1986)
- 1952 : Je retourne chez maman (The Marrying Kind) de George Cukor : Emily Bundy
- 1958 : Ma tante (Auntie Mame) : Agnes Gooch
- 1961 : Gidget Goes Hawaiian : Mitzi Stewart
- 1961 : The Hathaways (en) (série TV) : Elinore Hathaway
- 1969 : Mardi, c’est donc la Belgique (If It's Tuesday, This Must Be Belgium) : Edna Ferguson
- 1969 : Age of Consent : New Yorker's Wife
- 1970 : Paddy (en) : Irenee
- 1963 : The Doctors (en) (série TV) : H. Sweeney (1978-1979)
- 1981 : The Leprechaun's Christmas Gold (TV) : Faye
- 1983 : Breakaway (série TV) : Host
- 1984 : Cheaters
- 1987 : Women in Prison (en) (série TV) : Eve Shipley
- 1993 : The Emperor's New Clothes : Barmaid
- 1995 : Zoya : les chemins du destin (Zoya) (TV) : Mrs. Molloy

## Récompenses et nominations

### Récompenses
- 1957 : Tony Award du meilleur second rôle féminin dans une pièce.